# Странное воплощение
«Странное воплощение» (англ. Strange Impersonation) — фильм нуар режиссёра Энтони Манна, вышедший на экраны в 1946 году.
Фильм поставлен по сценарию Миндрета Лорда и рассказывает историю изуродованной во время эксперимента женщины-учёного (Бренда Маршалл), которая делает пластическую операцию и под именем погибшей шантажистки начинает бороться за восстановление своего прежнего положения и возвращение любимого человека (Уильям Гарган).
Фильм снимался в течение месяца в 1945 году, получив согласие на прокат в сентябре 1945 года, однако студия выпустила его на экраны лишь шесть месяцев спустя, в марте 1946 года.

## Сюжет
Талантливая женщина-учёный Нора Гудрич (Бренда Маршалл) возглавляет химическую лабораторию в Институте Уилмотта в Нью-Йорке, где завершает разработку нового анестетика. Нора настолько увлечена работой, что не замечает собственного жениха, доктора Стивена Линдстрома (Уильям Гарган), который работает в этом же Институте. Стремясь завершить испытания нового препарата как можно скорее, Нора просит свою ассистентку Арлин Коул (Хиллари Брук) приехать для проведения эксперимента вечером к ней домой, так как проведение его в стенах института потребует слишком долгих согласований. Выезжая после работы из автомастерской, Нора сбивает с ног пьяную женщину Джейн Караски (Рут Форд), которая неожиданно выскочила под колёса автомобиля. Хотя Джейн совершенно не пострадала, случайно видевший эту сцену адвокат Дж. У. Ринз (Джордж Чендлер) немедленно предлагает ей свои услуги и передаёт свою визитную карточку. Джейн говорит Норе, что сама виновата и не имеет к ней никаких претензий, тем не менее, Нора отвозит её домой и даёт 25 долларов. Вечером к Норе приходит Стив, и они в очередной раз объясняются друг другу в любви. Стив хочет завтра же официально оформить их брак, так как вскоре должен уехать во Францию, где получил важную работу, и хотел бы, чтобы Нора поехала вместе с ним. Однако Нора отказывается выходить замуж, пока не завершит свою научную работу. После прихода Арлин Нора выпроваживает Стива и начинает готовиться к эксперименту. Она вводит себе разработанный ей анестетик, поручая Арлин фиксировать всё, что будет с ней происходить. Когда Нора погружается в глубокий сон, Арлин намеренно смешивает химикаты на столе, в результате чего в комнате возникает пожар. В этот момент Стив, который случайно забыл у Норы свой портфель, возвращается в квартиру и гасит огонь. Однако при пожаре лицо Норы сильно обгорает, и она попадает в больницу. Стив навещает Нору, уверяя, что любит её и по-прежнему хочет на ней жениться. Однако коварная Арлин, выдавая себя за лучшую подругу Норы, тайно уговаривает главврача больницы запретить Стиву все контакты с Норой, так как это может плохо сказаться на её здоровье. Одновременно Арлин постоянно ищет встреч со Стивом, в ходе которых внушает ему мысль о бесперспективности отношений с Норой.
Когда Нора с изуродованным лицом, наконец, возвращается домой, она не знает, что ей делать дальше. К ней неожиданно приходит Джейн Караски, которая заявляет, что по совету адвоката Ринза она собирается подать иск к Норе за возмещение ущерба на 25 тысяч долларов. Когда Нора заявляет, что у неё нет таких денег, Джейн достаёт из сумочки пистолет и говорит, что получит компенсацию без помощи адвоката. Она обыскивает шкафы Норы, забирая драгоценности, а затем отбирает у неё кошелёк и требует снять с себя украшения, включая бриллиантовое кольцо, которое подарил ей Стив. В этот момент Норе удаётся схватиться за пистолет, который держит Джейн. Между двумя женщинами начинается драка, которая переносится на балкон. Вскоре раздаётся выстрел, и убитая Джейн падает с балкона вниз и разбивается. Так как её лицо в результате падения сильно изуродовано, то труп невозможно опознать, а по документам в сумочке и по бриллиантовому кольцу заключают, что погибшей была Нора. Сама Нора тем временем решает начать новую жизнь под именем Джейн Караски, документы которой остались в её квартире. Она незаметно уходит из дома и улетает в Лос-Анджелес, где после серии пластических операций, которые продолжались в течение года, она, наконец, обретает красивое лицо. В одном из журналов по химии она читает сообщение о браке доктора Линдстрома и Арлин. Три месяца спустя, завершив курс восстановления, Нора под именем Джейн Караски возвращается в Нью-Йорк и приходит в Институт Уилмотта для встречи со Стивом. Представившись подругой детства Норы, она получает от Стива приглашение на домашний ужин. Во время ужина она рассказывает, что из-за внешнего сходства её и Нору часто принимали за сестёр, и, кроме того, они вместе увлекались химией. Узнав об этом, Стив предлагает ей стать его ассистенткой. Беседуя с Джейн-Норой наедине, Арлин говорит, что, хотя она и не любит Стивена, тем не менее, от брака с ним она получила всё, о чём мечтала — деньги, безопасность и комфорт. И она считает, что Нора вела себя со Стивеном глупо, когда отказалась от предложения выйти за него замуж.
Стив снова собирается в командировку во Францию, но без жены, и приглашает Нору поехать вместе с ним в качестве ассистентки. Нора оформляет загранпаспорт как Джейн Караски, сдавая отпечатки пальцев. Тем временем, проведя собственное расследование, Арлин выясняет, что у Норы никогда не было подруги по имени Джейн Караски, и при очередной встрече Нора сообщает ей, кто она есть на самом деле. Норе также известно, что Арлин намеренно устроила пожар в её квартире и подговорила врача, чтобы отбить Стива. Затем, угрожая Арлин пистолетом, Нора заявляет, что теперь будет действовать столь же умно и безжалостно, и вернёт себе Стива. На следующее утро Стив заходит в лабораторию, заявляя, что Арлин от него ушла. Он говорит, что они никогда не любили друг друга, после чего объясняется в любви к Норе, всё ещё полагая, что говорит с Джейн. Когда Стив и Нора уже собираются вылететь во Францию, в аэропорту неожиданно появляется адвокат Ринз вместе с сотрудниками полиции. Они задерживают Нору по подозрению в убийстве, так как её отпечатки пальцев совпали с отпечатками, обнаруженными на пистолете, из которого была застрелена «Нора Гудрич». Во время допроса детектив требует от Норы признания в убийстве, ссылаясь на многочисленные улики и свидетельские показания. Тогда Нора заявляет, кто она есть на самом деле, и таким образом Нора Гудрич жива. Убитой же была Джейн Караски, которая погибла в результате несчастного случая. По требованию Норы, чтобы подтвердить её личность, на допрос приглашают Арлин, которая не признаёт в неё Нору, и более того утверждает, что эта женщина угрожала её жизни. В этот момент Нора теряет сознание, а когда приходит в себя, то видит, что лежит на диване в собственной квартире, а Стив склонился над ней. Вернувшись за портфелем, Стив отпустил Арлин домой, после чего разбудил Нору, которая после инъекции анестезии пережила ужасный кошмар. Наконец поняв, что пожар, её уродство, смерть Джейн и предательство Арлин были результатом её лихорадочного сна, Нора обнимает Стива и просит его жениться на ней. Когда она спрашивает, как она выглядит, Стив отвечает: «Ты выглядишь в точности так, как Нора Гудрич, которую я люблю».

## В ролях
- Бренда Маршалл — Нора Гудрич
- Уильям Гарган — доктор Стивен Линдстром
- Хиллари Брук — Арлин Коул
- Джордж Чендлер — Дж. У. Ринз, адвокат истца
- Рут Форд — Джейн Караски
- Х.Б. Уорнер — доктор Мэнсфилд, пластический хирург
- Лайл Тэлбот — инспектор Маллой

## Создатели фильма и исполнители главных ролей
Продюсером фильма был У. Ли Уайлдер (в титрах указан как Уильям Уайлдер), старший брат знаменитого режиссёра Билли Уайлдера. У. Ли Уайлдер был режиссёром таких неплохих малобюджетных фильмов нуар, как «Стеклянное алиби» (1946), «Притворщик» (1947) и «Однажды украв» (1950). Однако позднее, по словам историка кино Гленна Эриксона, «его карьера погрязла в микро-бюджетных научно-фантастических фильмах, таких как „Призрак из космоса“ (1953), „Убийцы из космоса“ (1954) и „Человек без тела“ (1957)». Это был второй опыт совместной работы Уайлдера с Энтони Манном после фильма нуар «Великий Фламарион» (1945). Как отметил киновед Артур Лайонс, «наверное, самым интересным моментом „Странного воплощения“, помимо его абсолютной странности, стало то, что его поставил Энтони Манн, и это, вероятно, самый дешёвый фильм, который он когда-либо сделал». По словам Эриксона, «вскоре Манн станет сенсацией жанра фильм нуар с такими фильмами, как „Агенты казначейства“ (1947) и „Грязная сделка“ (1948), которые также делались для небольшой студии». А в 1950-е годы Манн прославился постановкой вестернов, таких как «Винчестер 73» (1950), «Обнажённая шпора» (1953) и «Человек из Ларами» (1955). Но, как отметил Эриксон, уже в этой картине «будущий постановщик полудюжины эпохальных вестернов с Джеймсом Стюартом показывает свой драматический талант».
Свои лучшие роли Бренда Маршалл сыграла в историческом приключенческом экшне «Морской ястреб» (1940) и криминальной комедии «Шаги в темноте» (1941), оба раза её партнёром был Эррол Флинн, а также в военном экшне «Капитаны облаков» (1942) с Джеймсом Кэгни и в шпионском триллере «Истоки опасности» (1943) с Джорджем Рафтом. Как отметил Макс Алварез, к сожалению, «Странное воплощение» «не принесло тридцатилетней Маршалл более сильные роли в дальнейшем, и вообще впоследствии она сыграла лишь в двух картинах» . Уильям Гарган в 1941 году был номинирован на Оскар за роль второго плана в мелодраме «Они знали, что хотели» (1940). Он также сыграл заметные роли в драме «Дождь» (1932), фильме нуар «Жизнь даётся один раз» (1937), мелодраме «За здоровье мисс Бишоп» (1941) и фильмах нуар «Ночной редактор» (1946) и «За зелёными огнями» (1946). Хиллари Брук в начале 1940-х годов сыграла в трёх фильмах про Шерлока Холмса — «Шерлок Холмс и голос ужаса» (1942), «Шерлок Холмс перед лицом смерти» (1943) и «Женщина в зелёном» (1945), а также в таких популярных картинах, как «Джейн Эйр» (1943) и «Министерство страха» (1944). В дальнейшем она регулярно снималась в комедийных телесериалах «Моя маленькая Марджи» (1952-55) и «Шоу Эбботта и Костелло» (1952-53), а позднее в сериале про частного сыщика «Ричард Даймонд, частный детектив» (1959-60) .

## Оценка фильма критикой
Хотя в 1946 году для фильма категории В картина удовлетворительно показала себя в прокате , тем не менее, она не вызвала особого интереса со стороны критики, несмотря на то, что «стилистически и тематически предвосхищала зрелые работы Манна». Вместе с тем, современные историки кино, знакомые с последующим успешным творчеством Манна, уделили картине достаточно большое внимание, дав ей с оговорками позитивную оценку. Так, биограф режиссёра Макс Алварез в книге о Манне написал, что несмотря на ограничения по масштабу и бюджету, а также «на неудовлетворительный финал, картина является неординарным и безумным маленьким триллером» . А по словам биографа Уильяма Дарби, фильм «беспокойно перемещается между фильмом нуар и женской картиной, при этом последняя тенденция в конце концов одерживает верх» . Киновед Майкл Кини отметил, что «хотя не все будут в восторге от неожиданного конца, всё-таки это приятный фильм нуар с доставляющей удовольствие игрой всех актёров». Гленн Эриксон называет картину «забавной и странной женской версией „Шрама“ (1948), но без связи с организованной преступностью». Кроме того, подобно историям Корнелла Вулрича фильм «основан на концепции с маловероятным, но увлекательным поворотом». Критик пишет, что это «один из тех хитрых сюжетных фильмов, которые заставляют нас внимательно следить за происходящим до самого конца… Начиная с похищения чужой личности и чудодейственной пластической операции, которые бывают только в кино, фильм быстро погружается в сумеречную зону перевоплощений». И несмотря на то, что «ограниченный по численности актёрский состав играет всего в нескольких декорациях, фильм вовсе не смотрится дёшево».
Артур Лайонс полагает, что «с кинематографической точки зрения, фильм скучный и показывает мало из того, что Манн продемонстрировал в своих последующих великолепных работах» , продолжая, что «история могла бы стать по-настоящему мрачной, однако окончание оставляет у зрителя ощущение, что его обокрали». Брюс Эдер считает, что фильм «обещает больше, чем в конце концов доносит, однако при этом содержит достаточно поворотов, благодаря которым на него следует обратить внимание». По словам критика, «фильм погружён в образы и условности фильма нуар, а Манн искусно управляется с мириадами вводных, которых вполне хватит на три фильма. Однако там есть и несколько странных поворотов, которые могут разочаровать поклонников жанра». По словам критика, некоторые «повороты и отклонения от сюжета — которые временами делают фильм похожим на хороший, качественный вариант криминальной драмы Эдварда Д. Вуда — не позволяют „Странному воплощению“ стать значимым фильмом, или хотя бы значимым малым фильмом, в творчестве Манна». Тем не менее, это один из «самых странных и самых интересных малых фильмов в его фильмографии». Деннис Шварц придерживается мнения, что эта «ранняя режиссёрская работа Манна оставляет плохое впечатление, практически ничем не указывая на будущую великость режиссёра». Шварц называет картину «чудным дешёвым фильмом», который «уныло снят по неотшлифованному сценарию». Подводя итог, он пишет: «Высидевшие до конца эту нелепую историю, полную сюжетных дыр размером с Калифорнию», в итоге неожиданно получают «незаслуженный и надуманный счастливый конец».

### Оценка работы режиссёра и творческой группы
Брюс Эдер положительно оценил постановочную работу Манна, а также «достойный актёрский состав и хорошую работу гримёра Бада Вестмора». По мнению Эриксона, Уильям Гарган играет «доктора слишком пассивно и выглядит как дублёр Джорджа Брента», зато Бренда Маршалл «бушует как шторм», а Хиллари Брук ещё раз подтвердила, что «никому лучше неё не даются образы отвратительных дамочек».